# Élections américaines de la Chambre des représentants de 1898
En 1898, les élections de la Chambre des représentants des États-Unis ont eu lieu le 8 novembre. La totalité des 357 sièges est à renouveler. Le Parti républicain perd 20 sièges par rapport à 1896, mais parvient toutefois à conserver sa majorité absolue.

## Résultats
| Parti              | Votes | Sièges | Évolution |
| ------------------ | ----- | ------ | --------- |
| Parti républicain  |       | 187    | -20       |
| Parti démocrate    |       | 161    | +37       |
| Parti populiste    |       | 6      | -16       |
| Silver Republicans |       | 2      | -1        |
| Silver Party       |       | 1      | =         |